# Surkino (Mordowia)
Surkino (ros. Суркино) – wieś (dieriewnia) w Rosji, w Mordowii, w rejonie lambirskim. W 2021 liczyła 351 mieszkańców, głównie Tatarów.